# 8 Presidentes 1 Juramento - A História de um Tempo Presente
8 Presidentes 1 Juramento - A História de um Tempo Presente é um filme brasileiro de 2021, do gênero documentário, escrito e dirigido por Carla Camuratti e Mário Andrada. A produção reúne parte dos acervos da TV Globo e de outras emissoras. Estreou em 11 de novembro de 2021 na plataforma de streaming Globoplay.

## Enredo
A obra mostra a evolução do cenário político a partir do campo das Diretas Já e da redemocratização, trazendo os bastidores da posse até o fim do mandato dos presidentes José Sarney, Fernando Collor, Itamar Franco, Fernando Henrique Cardoso, Luiz Inácio Lula da Silva, Dilma Rousseff, Michel Temer e Jair Bolsonaro.

## Críticas
O crítico do site Papo de Cinema, Bruno Carmelo, destaca a agilidade do documentário ao abordar através de colagens e trechos de jornais, o campo político do Brasil pós-1985. Além disso, destaca que a produção limita-se aos cenários de reviravoltas, deixando ao espectador contatos com dados e nomes políticos pela primeira vez, ao invés de hipóteses e argumentações a partir dos fatos narrados. No fim, pontuou que proporciona a experiência amarga de colocar o dedo na ferida com detalhe e atenção, porém ignorando a maneira de tratá-la. Paira um teor quase perverso nesta ciranda interminável de golpes, contragolpes e escândalos e no fim, chamou a atenção pela ausência de membros ligados ao Movimento Brasil Livre (MBL), o filósofo Olavo de Carvalho e alguns intelectuais de esquerda.
A jornalista Cláudia Motta, da Rede Brasil Atual, destacou que a abordagem do Governo Jair Bolsonaro, trás boas e más notícias, seguindo a narrativa da "grande" imprensa. Ela pontua que o documentário resume no que se promete, o que se acredita e as decepções de um povo diante do que não se cumpre eleição após eleição. Logo depois, pontuou a ausência dos julgamentos que inocentaram alguns acusados dos governos petistas e o reconhecimento da Operação Lava Jato como uma "farsa".
O jornalista Inácio Araújo, da Folha de S.Paulo, trouxe em pauta um possível pessimismo de Carla Camuratti em relação ao país, comparando também ao filme Carlota Joaquina, Princesa do Brazil, também dirigido pela jornalista, destacando que dos 8 últimos presidentes do Brasil, são poucos os que não acabaram desmoralizados, envolvidos em escândalos, acusados de roubo, traição, estupidez, depostos ou algo do gênero. Também pontuou a abordagem "supostamente neutra", porque não trás nenhuma narração, apenas trechos jornalísticos.

## Exibição
Foi exibida pelo Canal Brasil no dia 21 de junho de 2022.
Foi exibida pela TV Globo entre os dias 2 e 6 de janeiro de 2023, em formato de minissérie em cinco capítulos, recebendo apenas o título de 8 Presidentes 1 Juramento. Nessa exibição, o documentário transmitiu cenas inéditas.

## Prêmios e indicações
| Ano  | Prêmio                             | Categoria                            | Indicação       | Resultado | Ref.  |
| ---- | ---------------------------------- | ------------------------------------ | --------------- | --------- | ----- |
| 2022 | Grande Prêmio do Cinema Brasileiro | Melhor Longa-Metragem – Documentário | Carla Camuratti | Indicado  | [ 8 ] |
| 2022 | Grande Prêmio do Cinema Brasileiro | Melhor Montagem – Documentário       | Joana Ventura   | Indicada  | [ 8 ] |